# Giancarlo Bargoni
Giancarlo Bargoni (Genova, 1º settembre 1936) è un pittore italiano.

## Biografia e produzione artistica
Inizia la sua carriera di pittore a Genova nel 1958 con la prima esposizione personale, alla Galleria San Matteo. Superato l'esordio figurativo, i suoi lavori si collocano nell'area della pittura astratta. Fin dagli esordi Il suo interesse dominante è il colore e la sperimentazione di tutte le tecniche tradizionali della pittura: tempera, olio, acquerelli, encausti, pastelli. Nel 1960 riceve l'incarico di eseguire i bozzetti di Manessier sui costumi e sui tessuti per i balletti di Massine. Nello stesso anno inizia a lavorare con Rinaldo Rotta e ad esporre nelle sue gallerie di Genova e Milano, sodalizio che durerà trent'anni. Dopo aver trascorso un periodo in Spagna, frequentando il critico E. Cirlot, si trasferisce a Ravenna, dove riceve la borsa di studio Duchessa di Galliera, dove studia e esegue mosaici. Nel 1963 fonda insieme con i pittori Carreri, Esposto, Guarneri, il gruppo Tempo 3 che si proponeva come il terzo tempo della pittura astratta oltre l'astrattismo geometrico e l'informale. Le sue opere sono acquisite dalla Galleria Nazionale d'Arte Moderna di Roma e dal Museo Sperimentale di Arte Moderna di Torino. Ottiene la cattedra di Pittura presso il Liceo Artistico Barabino di Genova. Dopo un periodo di ricerca sulla struttura geometrica dello spazio pittorico e uno successivo nell'area della pittura analitica, la sua ricerca si concentra sulla tecnica ad olio e nell'ambito dell'espressionismo informale. Dagli anni 1980 inizia a partecipare ad alcune fiere, sia in Italia che in Europa, tra le altre Valencia, Amburgo, Madrid e Basilea. Nel 1986 partecipa alla IX Quadriennale di Roma e alcune volte anche alla Biennale di Milano. Dagli anni 1990 apre delle stabili collaborazioni con alcune gallerie, come Galerie Protée di Parigi e Toulouse, e Galerie Heseler di Monaco di Baviera, la Galerie des Tuiliers de Lyon. Esegue ceramiche alle Ceramiche San Giorgio di Albisola Ligure e vetri allo Studio Casarini di Savona. Ha ricevuto recensioni tra le altre da Lydia Harambourg, nella rivista francese La Gazette de l'Hôtel Drouot, Gillo Dorfles, (Giancarlo Bargoni) Le Arti N°11-12, 1968, Bruno Bandini, Eugenio Battisti, Rossana Bossaglia e altri.
Sue opere sono conservate al Museo d'arte contemporanea Villa Croce di Genova

## Musei
- Galleria Nazionale d'Arte Moderna, Roma
- Museo sperimentale d'Arte Moderna, Torino
- Pinacoteca d'Arte Moderna, Ravenna
- Gabinetto delle Stampe, Pisa
- Museo d'Arte Moderna, Ciudad Bolivar (Venezuela)
- Museo della Ceramica, Albisola Ligure (Savona)
- Brooklyn Museum, New York
- MAM Museo Arte Moderna, Gazoldo degli Ippoliti, Mantova
- Collezione Arte Contemporanea Provincia di Mantova
- Museo d'Arte Contemporanea, Villa Croce, Genova
- Museo Diotti, Casalmaggiore (Cremona)
- Laboratorio di Arte Contemporanea della Lunigiana (La Spezia)
- Musée Estrine-Espace Van Gogh, Saint-Rémy-de-Provence (Francia)
- Künslerhaus, Marktoberdorf (Germania)